# Louis Reymond
Pour les articles homonymes, voir Reymond.
Louis Reymond, né Jean Antoine Louis Reymond le 1er novembre 1772 à Lausanne et mort le 7 novembre 1821 dans la même ville, est l'un des principaux chefs de l'insurrection des Bourla-Papey.

## Biographie
Originaire des Bayards, protestant, il est le fils d'Alexandre Reymond, maçon, et de Jeanne Françoise Groux. Célibataire, imprimeur-typographe de formation, il est un des membres fondateurs de la Société populaire de Lausanne Après la révolution vaudoise de 1798 et est nommé juge au tribunal de district. Il fonde le journal L'Ami de la Liberté (qui deviendra Le Régénérateur) dont il est un des rédacteurs. Ses articles, jugés séditieux, entraînent sa suppression par le Directoire de la République helvétique. En septembre 1798, Louis Reymond est arrêté et démis de ses fonctions ; il est condamné à trois ans de réclusion avant d'être amnistié en 1799 et d'être nommé capitaine recruteur dans une demi-brigade vaudoise.

### L'insurrection desBourla-Papey
L'année 1802 connaît l'insurrection des Bourla-Papey, le plus important soulèvement campagnard qu'ait connu le Pays de Vaud : des groupes de paysans armés, hostiles à un retour aux anciens droits féodaux, s'opposent à la République helvétique et procèdent à la destruction de nombreuses archives seigneuriales et communales, en commençant par celles du château de La Sarraz, en février, puis par celles du château de Bière entre février et mars. Le soulèvement se généralise et s'organise progressivement autour de meneurs qui décident de marcher sur Lausanne durant la nuit du 1er au 2 mai. Pourtant l'attaque tombe à l'eau à cause d'une mésentente sur la date, certains groupes croyant qu'elle devait avoir lieu la nuit suivante. Les Bourla-Papey comprennent l'importance d'une meilleure organisation et Louis Reymond devient leur chef le 4 mai. Le 6 mai, il demande que lui soient remis les archives de Morges ainsi que des hommes emprisonnés deux jours auparavant ; il obtient gain de cause. Le jour suivant, alors que de nombreuses communes doivent affronter les saccages des Bourla-Papey et que des négociations ont lieu avec les autorités, Reymond remet à ces dernières une note, considérée comme le manifeste de l'insurrection, dans laquelle il expose les intentions et les revendications du groupe. Durant la nuit du 7 au 8 mai, Louis Reymond, à la tête de 3 000 hommes, entre à Lausanne. Il demande notamment les archives de la ville, la suppression des droits féodaux et l'amnistie pour les insurgés ; il annonce qu'en cas de refus, les Bourla-Papey soutiendraient l'annexion du nouveau canton du Léman par la France. Le gouvernement suisse de Berne, auquel le Commissaire Bernard-Frédéric Kuhn, l'émissaire lémanique, expose la situation deux jours plus tard, refuse leurs exigences. Après l'intervention de troupes armées lémaniques et françaises, les Bourla-Papey capitulent. On promet l'amnistie aux insurgés et l'insurrection est progressivement neutralisée, jusqu'à ce qu'une nouvelle émeute ait lieu dans le district d'Yverdon. Cette nouvelle tentative de soulèvement incite les autorités à organiser un tribunal spécial chargé de juger les chefs du mouvement : Louis Reymond, Marcel Cart et Claude Mandrot sont condamnés à mort par contumace en juin. Malgré tout, par la suite, Reymond est gracié pour avoir combattu aux côtés des troupes helvétiques contre les partisans de l'Ancien Régime à Orbe en octobre 1802,,.
Atteint dès 1816 d'une maladie mentale, Louis Reymond meurt dans un asile. 